# Jackman (Maine)
Jackman es un pueblo ubicado en el condado de Somerset en el estado estadounidense de Maine. En el Censo de 2010 tenía una población de 862 habitantes y una densidad poblacional de 7,85 personas por km².

## Geografía
Jackman se encuentra ubicado en las coordenadas 45°37′8″N 70°10′39″O / 45.61889, -70.17750. Según la Oficina del Censo de los Estados Unidos, Jackman tiene una superficie total de 109.87 km², de la cual 106.86 km² corresponden a tierra firme y (2.74%) 3.01 km² es agua.

## Demografía
Según el censo de 2010, había 862 personas residiendo en Jackman. La densidad de población era de 7,85 hab./km². De los 862 habitantes, Jackman estaba compuesto por el 96.4% blancos, el 0.12% eran afroamericanos, el 1.04% eran amerindios, el 0.58% eran asiáticos, el 0% eran isleños del Pacífico, el 0.12% eran de otras razas y el 1.74% pertenecían a dos o más razas. Del total de la población el 1.74% eran hispanos o latinos de cualquier raza.